# 보이 이레이즈드
《보이 이레이즈드》(영어: Boy Erased)는 2018년 개봉한 미국의 전기 드라마 영화이다. 조엘 에저턴이 감독과 각본을 맡았으며, 개러드 콘리의 동명 회고록이 영화의 원작이다. 성적 지향 전환 치료를 소재로 한 영화이다. 2018 텔류라이드 영화제에서 전 세계 최초로 상영되었다.

## 출연진
- 루커스 헤지스
- 니콜 키드먼
- 러셀 크로
- 조엘 에저턴
- 조 앨윈
- 그자비에 돌란
- 트로이 시반
- 체리 존스
- 플리

## 기타 제작진
- 총괄 제작: 앤 루아크, 리베카 옐덤
- 공동 제작: 데이비드 조지프 크레이그
- 미술: 채드 키스

## 같이 보기
- 카메론 포스트의 잘못된 교육